# Zexmenia
Zexmenia là một chi thực vật có hoa trong họ Cúc (Asteraceae).

## Loài
Chi Zexmenia gồm các loài: